# Schlafaugen (Fahrzeug)
Schlafaugen heißen im Fahrzeugbereich zwei verschiedene  Scheinwerferausführungen.

## Scheinwerferschirme

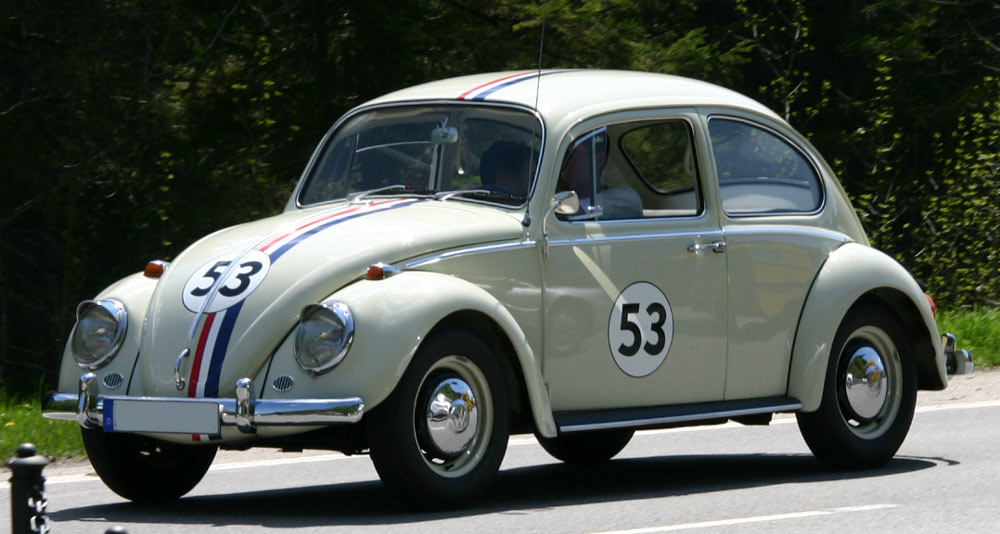
„Schlafaugen“ am VW Käfer „Herbie“

Bei diesem Zubehörartikel handelt es sich um verchromte Scheinwerferschirme beispielsweise für das Goggomobil, den VW Käfer und ältere Modelle des VW-Bus. Sie ähneln der Hutform Schute und sollen das Streulicht nach oben verringern. Als menschliche Oberlider interpretiert und womöglich noch mit Kunststoff-„Wimpern“ ergänzt, verleihen sie dem Auto ein niedlicheres „Gesicht“.

## Klappscheinwerfer

Ein- und ausgeschaltete „Schlafaugen“ an einem Mazda 323F

Klappscheinwerfer sind bewegliche Scheinwerfer, die nur im eingeschalteten Zustand ausgeklappt und damit sichtbar sind. Beim Abschalten schließt das Fahrzeug also seine „Augen“ zum „Schlafen“. Das Schlafaugen-Design verbessert die Aerodynamik. Der Designer Luigi Colani bezeichnete den Volksporsche als „Kohlenkasten mit Schlafaugen“.